# Урекешти (Долж)
Урекешти (рум. Urechești) насеље је у Румунији у округу Долж у општини Мискиј. Oпштина се налази на надморској висини од 178 m.

## Становништво
Према подацима из 2002. године у насељу је живело 272 становника, од којих су сви румунске националности.